# Георг Кантор

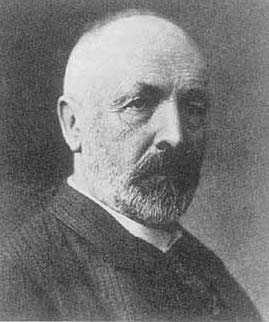
Кантор Георг

Ге́орг Фердина́нд Лю́двіг Філіпп Ка́нтор (нім. Georg Cantor; 19 лютого (3 березня) 1845, Санкт-Петербург — 6 січня 1918, Галле (Заале)) — німецький математик.

## Діяльність
Вчився в Дармштадті, Федеральній вищій технічній школі в Цюриху, університеті в Геттінгені і захистив дисертацію в університеті Берліна. Його вчителями були Карл Веєрштрас, Ернст Едуард Куммер і Леопольд Кронекер. Став членом Геттінгенської академії наук.
У 1879—1913 роках займав кафедру математики в університеті в Галле. У 1890 році брав участь у заснуванні Німецького математичного товариства (нім. Deutschen Mathematiker-Vereinigung, DMV) і у 1891-му став його першим президентом. Кантор вважається основоположником теорії множин і зробив великий внесок у сучасну математику. Йому належить така характеристика поняття «множина»: це об'єднання певних, різних об'єктів, званих елементами множини, в єдине ціле.
Протягом довгого часу Кантор намагався спростувати континуум-гіпотезу. Попри значні зусилля, це йому не вдавалося (пізніше було встановлено, що в рамках прийнятої системи аксіом це зробити неможливо). Цей факт, а також вороже ставлення до його ідей з боку інших математиків призвели до того, що з 1884 року у Кантора почалися періоди глибокої депресії. Через декілька років Кантор перестав займатися математикою. Помер він у психіатричній клініці в Галле.

## Об'єкти, названі на честь Кантора
- Канторова множина — континуальна множина нульової міри на відрізку;
- Функція Кантора (Канторові сходи);
- Нумеруюча функція Кантора — відображення декартового ступеня множини натуральних чисел в само себе;
- Теорема Кантора про те, що потужність множини всіх підмножин даної множини строго більша потужності самої множини;
- Теорема Кантора — Бернштейна про рівнопотужність множини A і B за умови рівнопотужності A підмножині B і рівнопотужності B підмножині A;
- Теорема Кантора — Гейне про рівномірну неперервність неперервної функції на компакті;
- Теорема Кантора — Бендиксона
- Медаль Кантора — математична нагорода, що вручається Німецьким математичним товариством;

а також інші математичні об'єкти.

## Твори
- Gesammelte Abhandlungen und philosophischen Inhalts / Hrsg. von E. Zermelo. B., 1932
- Труды по теории множеств. М., 1985.